# Momed Hagy
Momed Hagy est un footballeur mozambicain né le 29 mai 1985. Il évolue au poste de milieu de terrain avec Liga Muçulmana. 

## Carrière
- 2005-2011 : Clube Ferroviário de Maputo ( Mozambique)
- 2011-201. : Liga Muçulmana ( Mozambique)

## Palmarès
- Championnat du Mozambique de football : 2008, 2009
- Coupe du Mozambique de football : 2009
- Supercoupe du Mozambique de football : 2008, 2009